# Font d'en Ballot
La Font d'en Ballot és una font d'Argentona (Maresme) inclosa a l'Inventari del Patrimoni Arquitectònic de Catalunya.

## Descripció
És una font situada al final de l'avinguda Burriach. El seu entorn devia ser com un petit bosc, ara amb molts dels arbres tallats, i tancat al públic. La font està protegida per un porxo, de capacitat mitjana, fet de columnes d'obra vista i teulada vidriada. L'espai cobert pel porxo disposa de bancs de pedra i rajola, i el brollador, l'accés dels quals es fa a través d'una escaleta de pedra, està protegit per un petit mur de pedra irregular i cantelluda. També és de pedra vista irregular, el mur on es recolza l'estructura porxada. Actualment la font no brolla i l'entorn està molt abandonat.

## Història
Segons Carreras Candi "l'aigua de la deu d'en Ballot, classificada de ferruginosa bicarbonatada, propietat de Josep Ballot i Gallifa. S'usà en beguda i per major comoditat del públic fou traslladada el 1872, amb canonada de ferro embatumada a prop de la masia Ballot".Era la font d'en Pau, avui desapareguda i situada en un altre indret. La font actual data de 1923 i també hi arribava l'aigua de la deu d'en Ballot, més coneguda com la font del Ferro. El 1908 fou inaugurat el camí arbrat que porta al manantia Ballot, de dalt o del Ferro.l.